# Hypobletus delicatus
Hypobletus delicatus är en skalbaggsart som först beskrevs av Lewis 1899.  Hypobletus delicatus ingår i släktet Hypobletus och familjen stumpbaggar. Inga underarter finns listade i Catalogue of Life.